# Pfarrkirche Micheldorf in Oberösterreich

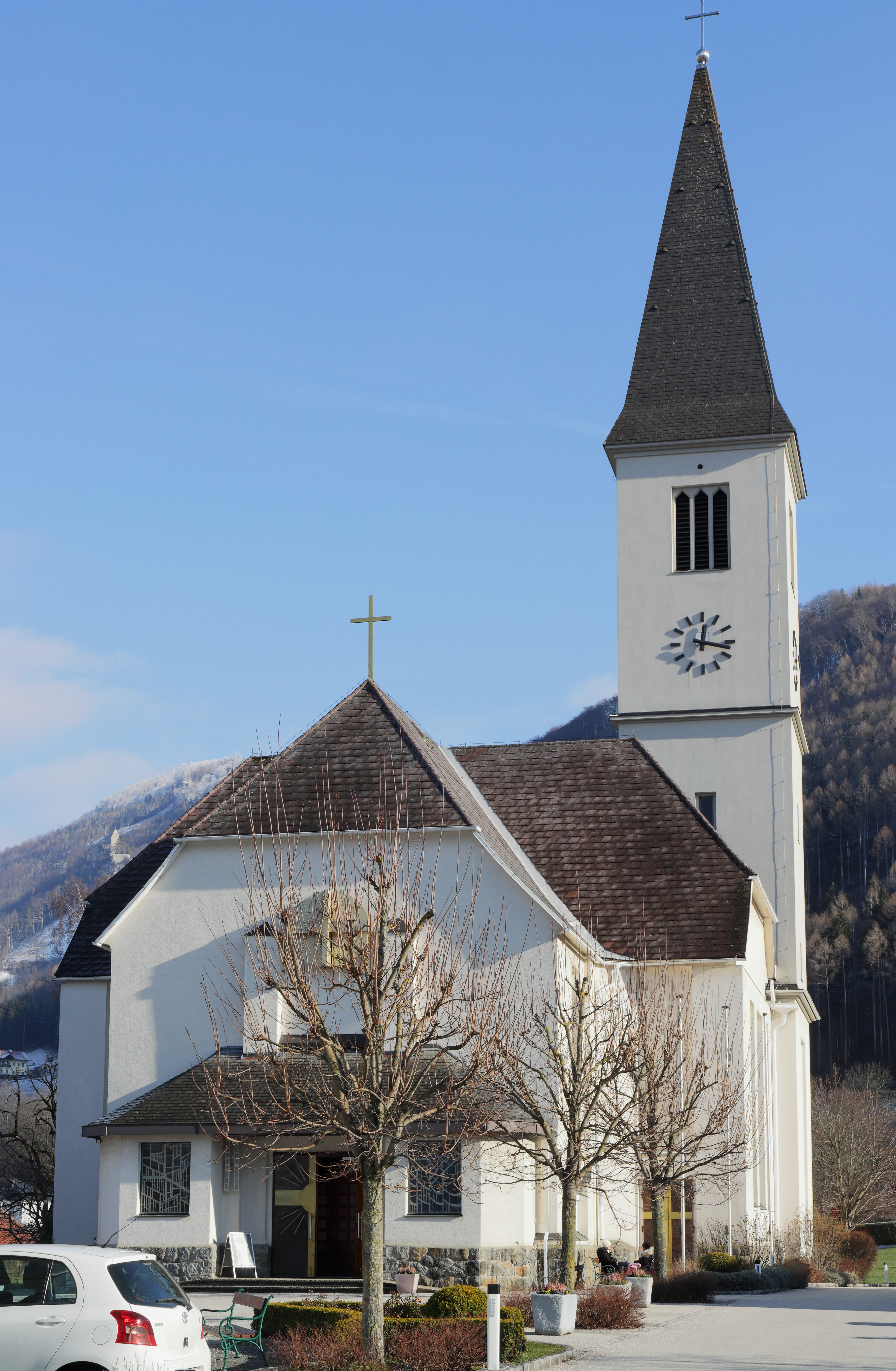
Katholische Pfarrkirche hl. Josef in Micheldorf in Oberösterreich: Westfassade mit Portal

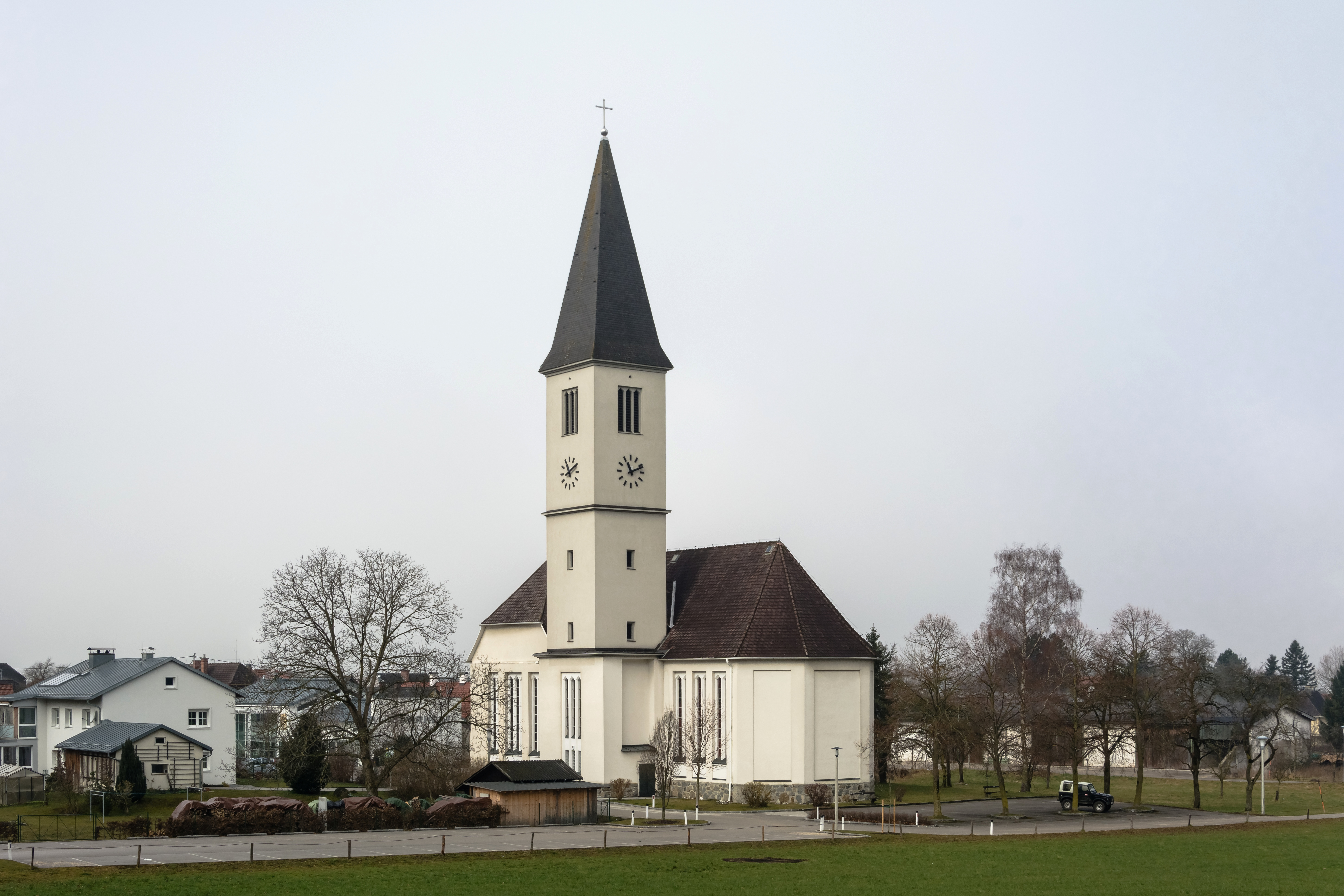
Süd- und Ostfassade

Die römisch-katholische Pfarrkirche Micheldorf in Oberösterreich steht in der Gemeinde Micheldorf in Oberösterreich im Bezirk Kirchdorf in Oberösterreich. Sie ist dem heiligen Josef geweiht und gehört zum Dekanat Windischgarsten in der Diözese Linz. Das Bauwerk steht unter Denkmalschutz (Listeneintrag).

## Geschichte
Ursprünglich wurde Micheldorf von der Pfarre Kirchdorf seelsorglich betreut. Auch die Kirche in Heiligenkreuz wurde von Kirchdorf aus mitbetreut. Unter Joseph II. wurde Heiligenkreuz Ende des 18. Jahrhunderts zur eigenständigen Pfarrkirche. Ende des 19. Jahrhunderts wurde in Micheldorf die Forderung nach einer eigenen Pfarrkirche laut. Nach der erfolglosen Gründung eines Kirchenbauvereins im Jahr 1885, der bereits nach fünf Jahren seine Arbeit beendete, wurde 1905 ein neuer Kirchenbauverein gegründet. Dieser erwarb im Jahr 1908 ein Grundstück. 1910 konnte mit dem Kirchenbau begonnen werden. Auf Grund des Ausbruches des Ersten Weltkrieges konnte jedoch nur das Fundament und das Sockelmauerwerk fertiggestellt werden. Ab 1. Jänner 1926 war Micheldorf eine eigenständige Pfarrexpositur. 1930 wurden die ursprüngliche Pläne für die Pfarrkirche von Richard Puchner überarbeitet und 1931 wurde der Bau der Kirche wiederaufgenommen. 1934 wurde der noch unfertige Bau von Alois Wiesinger, Abt des Stiftes Schlierbach, geweiht. Die Fertigstellung der Kirche fiel dem Zweiten Weltkrieg zum Opfer. Ab dem Jahr 1950 wurde nach Plänen von Matthäus Schlager weitergebaut, so dass Bischof Franz Zauner die Kirche am 5. September 1953 dem heiligen Josef weihen konnte. Gleichzeitig wurde sie zur Pfarrkirche erhoben und der zugedachte Pfarrsprengel aus der Mutterpfarre Kirchdorf ausgeschieden.
Die Micheldorfer Pfarrkirche hatte jedoch noch keinen „richtigen“ Glockenturm, sondern nur einen provisorischen Holzturm. 1954 wurde eine Tonbandanlage mit dem Geläute von Mariazell als Glockenersatz montiert. Erst 1977 kam der Bau des vom Architekten Vierthaler geplanten und von der Baufirma Roidinger geschaffenen Glockenturms zur Ausführung. Die Marktgemeinde stiftete vier Glocken. Die Glockenweihe geschah durch Weihbischof Alois Wagner und Abt Otmar Rauscher am 24. September 1977.
Der Friedhof liegt im Südosten nahe der Kirche. Er wurde im Jahr 1928 angelegt. Das Pfarrheim und das Pfarrerhaus sind aus den Jahren 1956 und 1965. 2007 und 2008 erfolgte ein Umbau und die Neugestaltung des Kirchenplatzes.

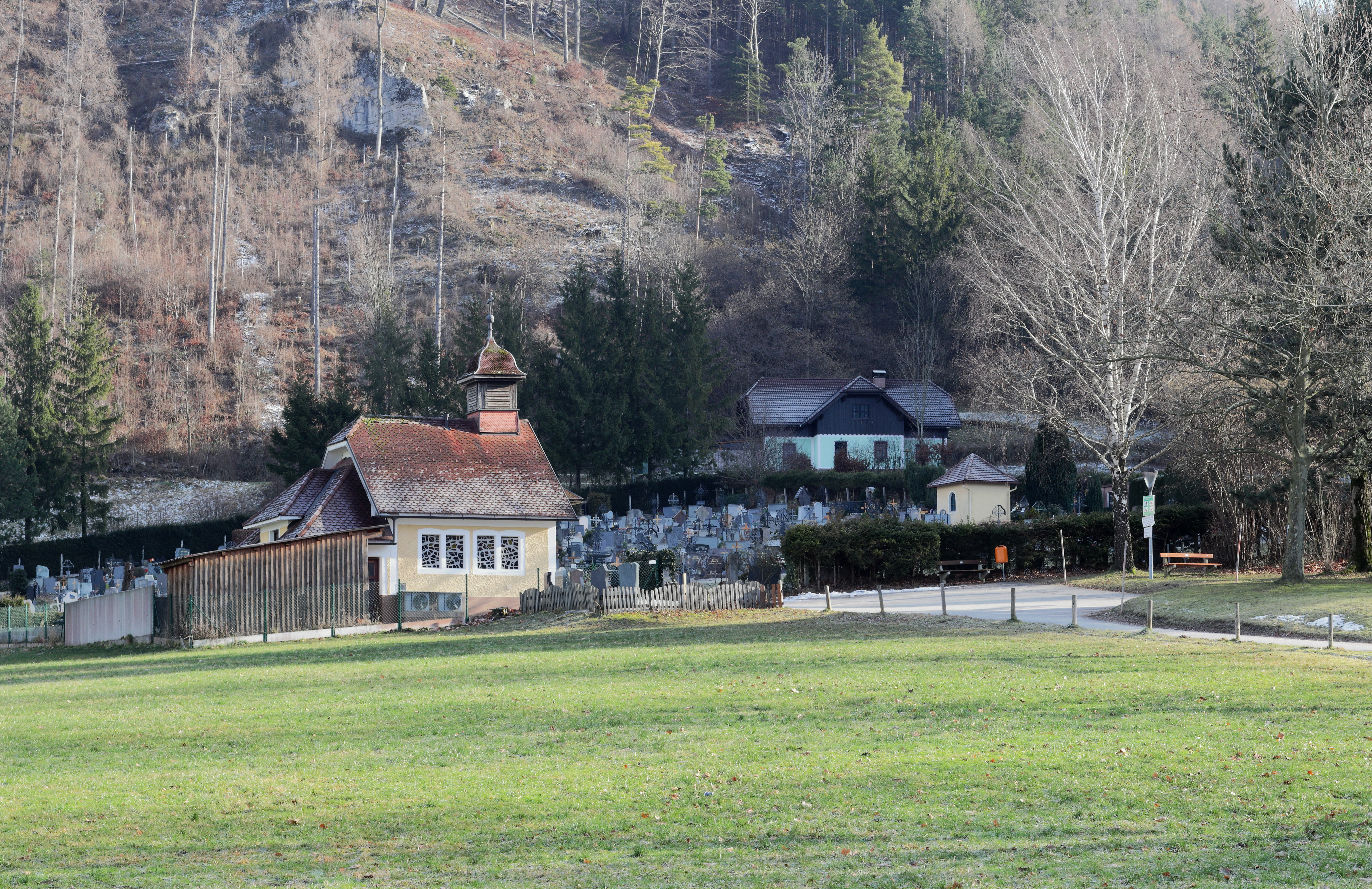
Friedhof
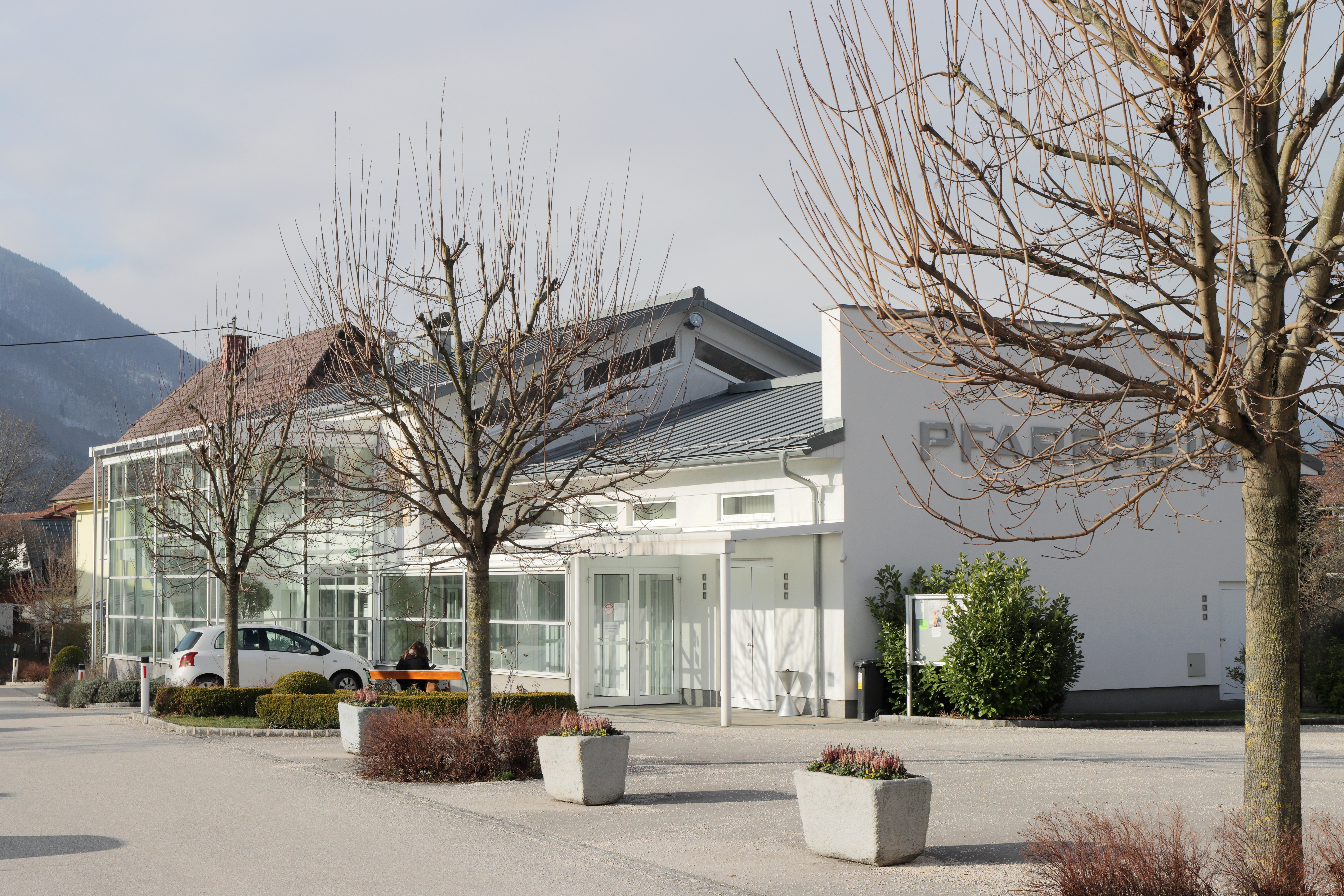
Pfarrheim
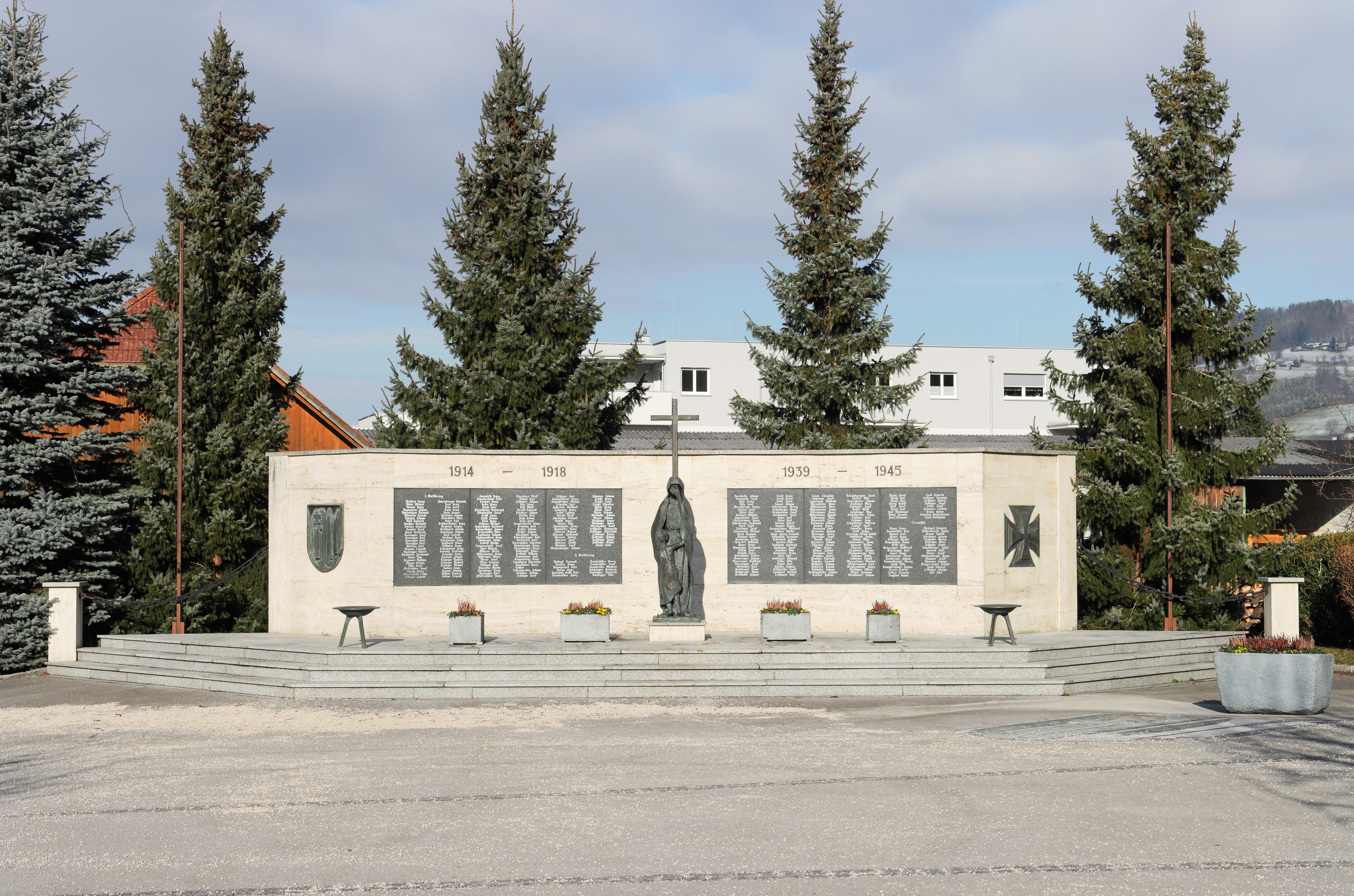
Kirchenplatz mit Kriegerdenkmal

## Kirchenbau

### Kircheninneres

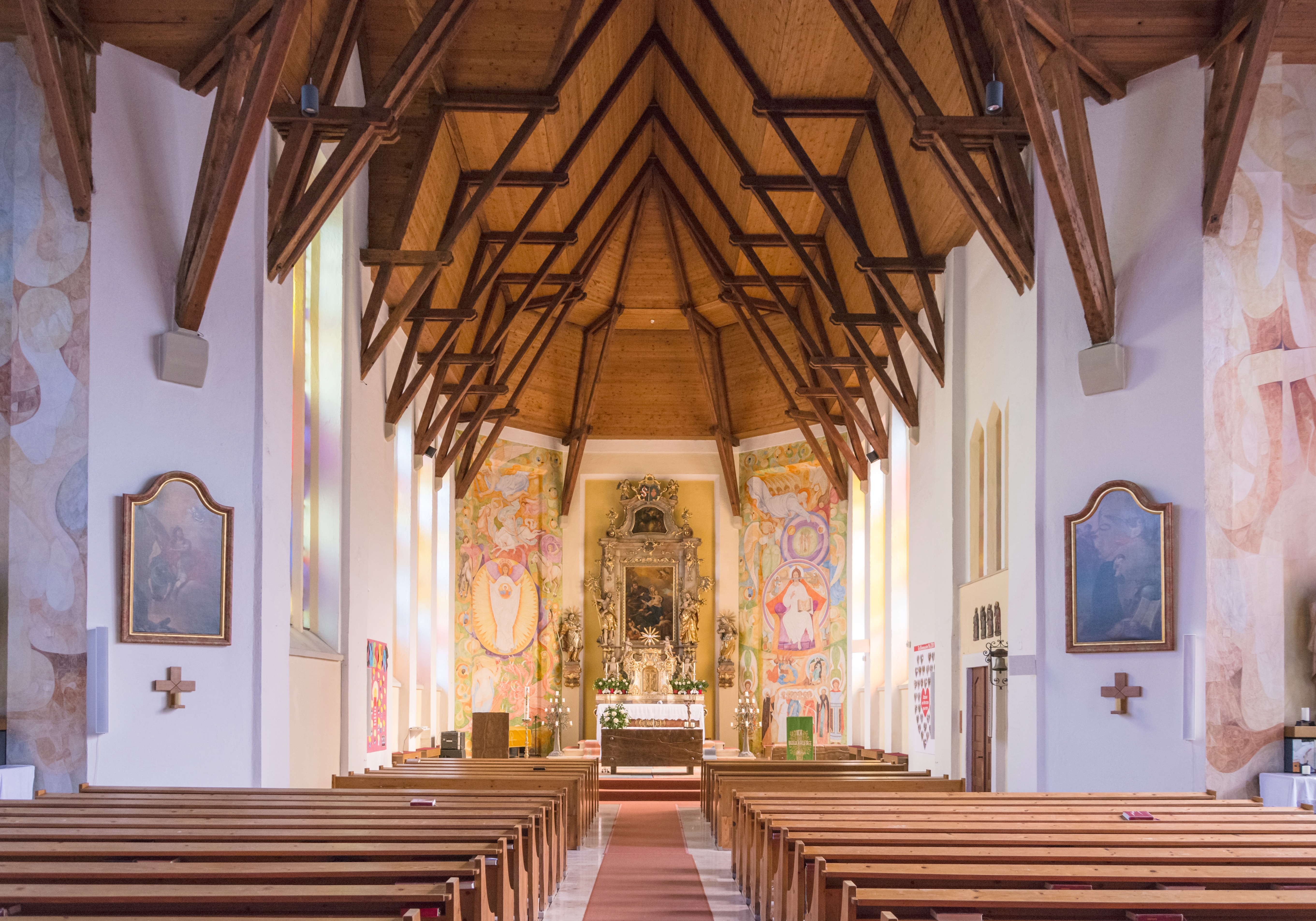
Kirchenschiff mit Deckenkonstruktion

Lukas Hummelbrunner, Frater im Stift Schlierbach entwarf 1972 die Fenster im Kirchenschiff, die Glasfenster im Chor wurden von Basilia Gürth im Jahr 1981 entworfen.
Die Fresken wurden vom Maler Franz Kohler im Jahr 1995 gemalt. Links des Hochaltares sind „Szenen aus der Offenbarung des Johannes“ und auf der rechten Seite „Christus als Mitte von Erschaffung und Vollendung der Welt“ dargestellt.

### Ausstattung
Der Hochaltar mit dem Altarbild „Großeltern Jesu mit Maria“ wurde 1756 von Ignaz Mähl gefertigt und stand ursprünglich im Stift Schlierbach. Ambo und Volksaltar sind Werke des Linzer Bildhauers Udo Kirchmayr und aus Holz gefertigt. Auf der Orgelempore befindet sich ein Bilderzyklus mit Szenen aus dem Leben Jesu. Die Statuen der beiden Seitenaltäre, auf der linken Seite Maria, auf der rechten Jesus, stammen vom Bildhauer Franz Forstner aus dem Jahr 1959. Der Kreuzweg wurde vom Bildhauer Johann Hinteregger 1971 geschnitzt.

### Orgel
Bis 1973 war ein Harmonium im Dienst, am 14. Juli 1973 kam eine Orgel mit 16 Register und 1246 Pfeifen aus der Orgelwerkstatt Johann Pirchner in Stainach. Das Instrument kostete damals 550.000 Schilling (heute inflationsbereinigt umgerechnet 157.653 Euro).

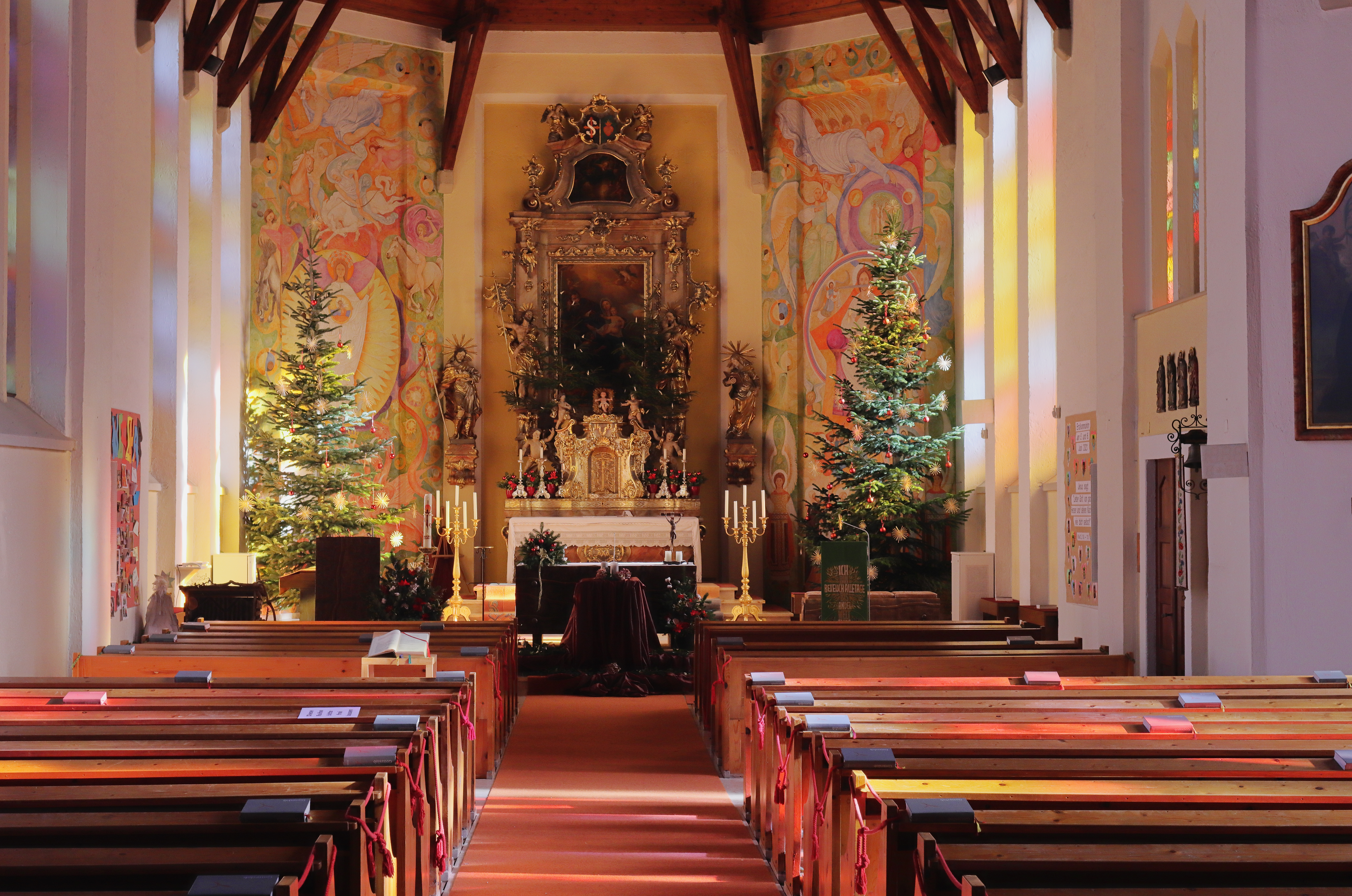
Chor mit Fresken, Hoch- und Volksaltar
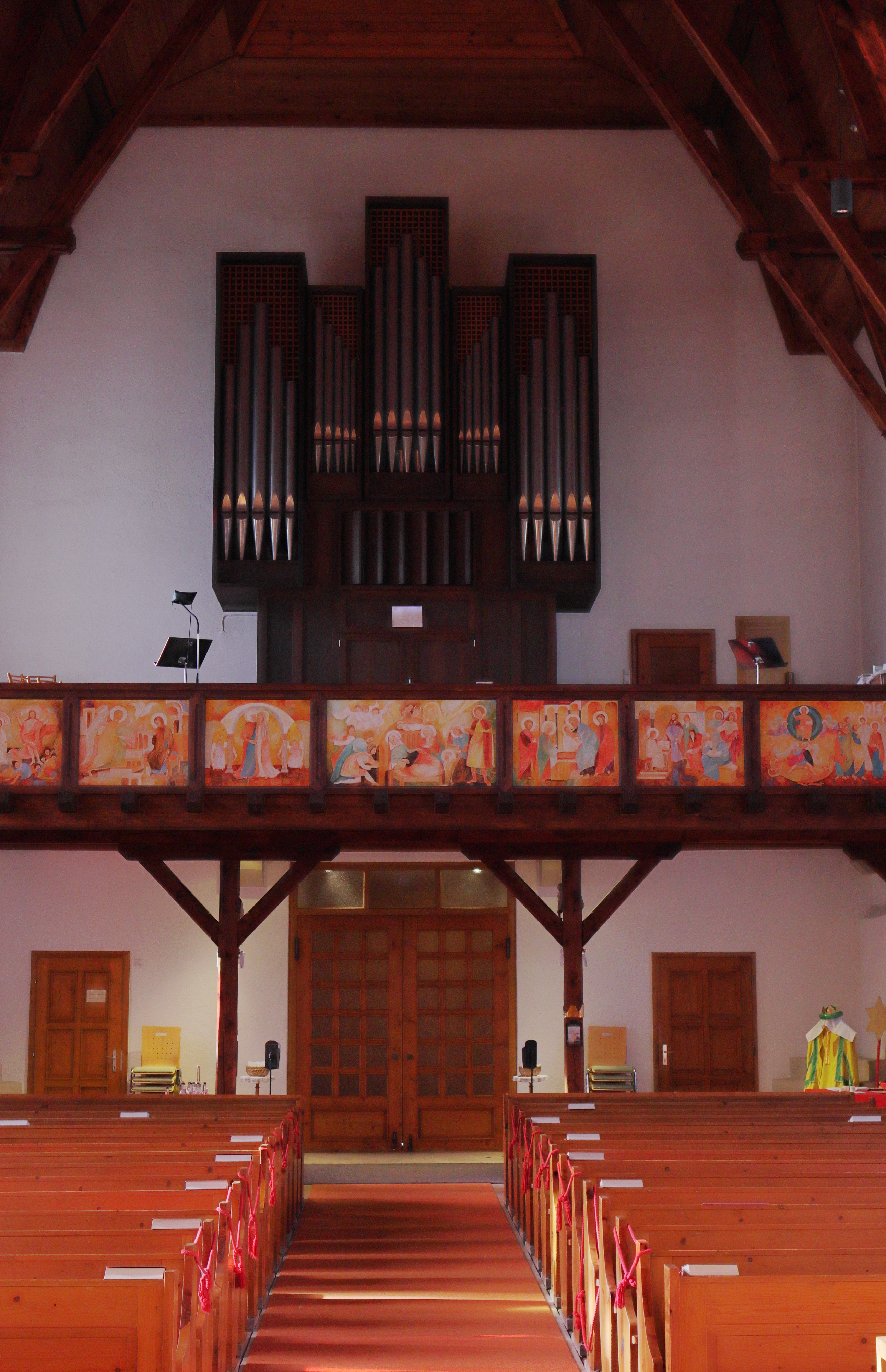
Empore und Orgel
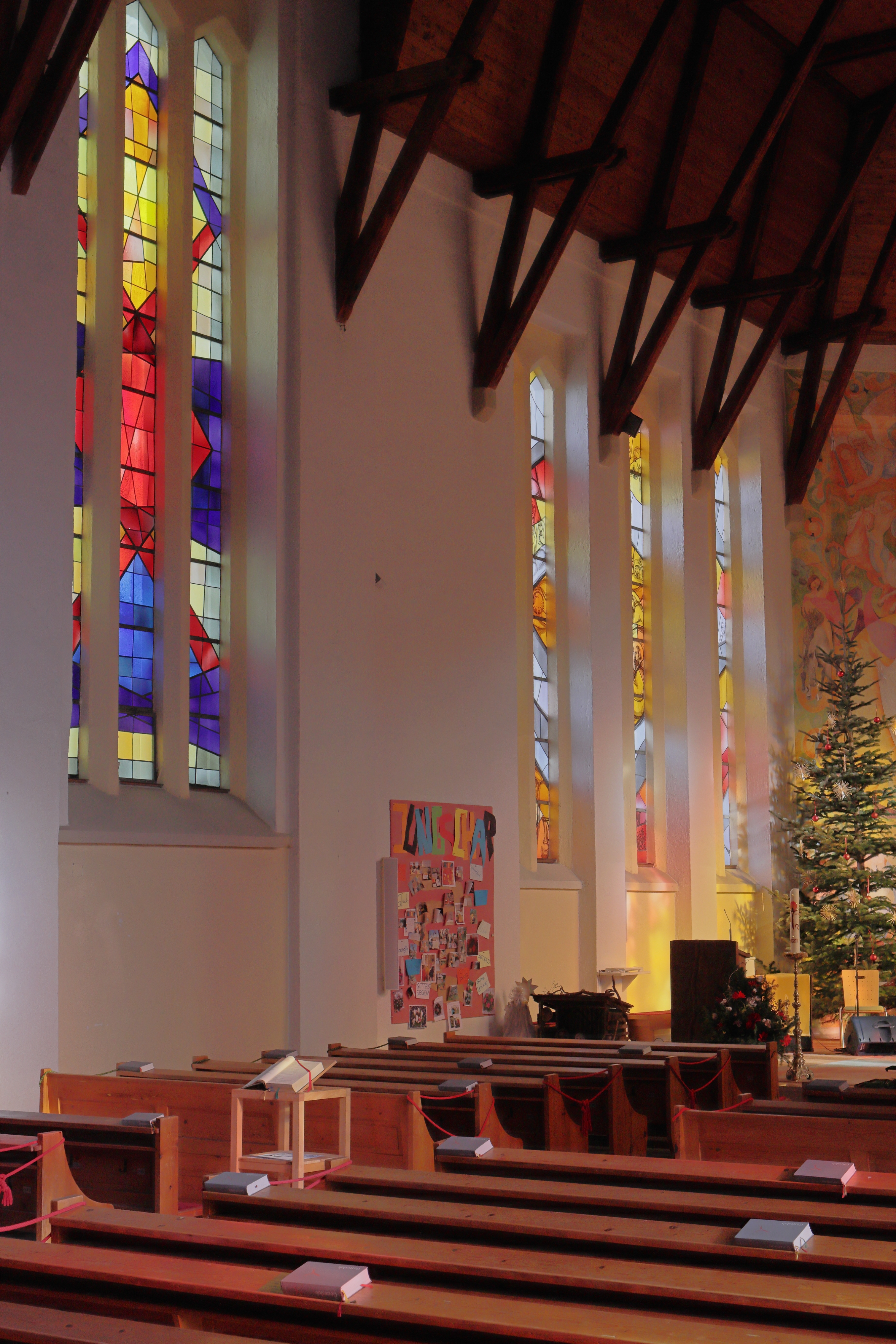
Nordwand mit Buntglasfenstern